# Accelerazione angolare
In cinematica, l'accelerazione angolare è una grandezza vettoriale che rappresenta la variazione della velocità angolare in funzione del tempo. Essa è quindi definita analiticamente come la derivata prima rispetto al tempo della velocità angolare:
{\displaystyle {\boldsymbol {\alpha }}={\frac {\mathrm {d} {\boldsymbol {\omega }}}{\mathrm {d} t}}={\frac {\mathrm {d} ^{2}{\boldsymbol {\theta }}}{\mathrm {d} t^{2}}}}
dove {\displaystyle {\boldsymbol {\omega }}} è la velocità angolare e {\displaystyle {\boldsymbol {\theta }}} la posizione angolare. Generalmente si usa il simbolo {\displaystyle {\boldsymbol {\alpha }}}, che talvolta presenta l'inconveniente di potersi confondere con un angolo, per questa ragione in alcuni testi è indicata con 
{\displaystyle {\boldsymbol {\varpi }}}.
Nel SI la sua unità di misura è il {\displaystyle [rad/s^{2}]}.
Poiché la velocità angolare è un vettore ortogonale al piano di variazione dell'angolo corrispondente {\displaystyle d{\boldsymbol {\theta }}}, l'accelerazione angolare ha direzione coincidente con quella della velocità angolare, pertanto risulta parallela all'accelerazione areolare.
L'accelerazione angolare, insieme all'accelerazione areolare, si incontra nei moti rotazionali in generale e nel generico moto circolare. Nel caso in cui in un sistema tali accelerazioni sono costanti, si parla in generale di moto rotazionale uniformemente accelerato.

## Esempi
In particolare nel moto circolare non uniforme cioè il moto intorno ad una circonferenza o parte di circonferenza nella quale la velocità angolare {\displaystyle {\boldsymbol {\omega }}} varia in modulo e questa variazione è quantificata dall'accelerazione angolare {\displaystyle {\boldsymbol {\alpha }}}. 
Nel caso di moto circolare non uniforme dunque vi è un legame tra l'accelerazione tangenziale e quella angolare, essendo l'accelerazione tangenziale data da:
{\displaystyle \mathbf {a} _{\theta }={\boldsymbol {\alpha }}\times \mathbf {r} }
dove {\displaystyle \mathbf {r} } è il raggio vettore della circonferenza.
Nel caso di un moto di rotazione attorno ad un asse a direzione invariabile, rappresenta pur sempre la velocità di variazione nell'unità di tempo della velocità angolare, però può essere trattata come una grandezza scalare.
Una ruota girevole intorno ad un asse, sollecitata a mettersi in moto da un momento meccanico assiale {\displaystyle \mathbf {M} _{\hat {z}}}, si muove di moto rotazionale uniformemente accelerato. Individuato un qualsiasi raggio della ruota, l'esperienza mostra che l'angolo descritto da tale raggio cresce col tempo impiegato a descriverlo secondo:
{\displaystyle {\begin{aligned}&{\boldsymbol {\theta }}={\frac {1}{2}}{\boldsymbol {\alpha }}t^{2}\\&{\dot {\boldsymbol {\theta }}}={\frac {\mathrm {d} }{\mathrm {d} t}}{\frac {1}{2}}{\boldsymbol {\alpha }}t^{2}={\boldsymbol {\alpha }}t={\boldsymbol {\omega }}\\&{\ddot {\boldsymbol {\theta }}}={\frac {\mathrm {d} }{\mathrm {d} t}}{\boldsymbol {\alpha }}t={\boldsymbol {\alpha }}\\\end{aligned}}}
Cioè l'angolo {\displaystyle \theta } cresce proporzionalmente al quadrato del tempo e la velocità angolare {\displaystyle {\boldsymbol {\omega }}}, all'istante {\displaystyle t}, è quindi proporzionale al tempo {\displaystyle t} contato dall'inizio del moto.
La ruota si muove quindi di moto circolare uniformemente accelerato, ed {\displaystyle {\boldsymbol {\alpha }}} è l'accelerazione angolare costante rispetto al tempo.